# سيكلوجوانيل
سيكلوجوانيل (بالإنجليزية: Cycloguanil) هو مثبط مختزلة ثنائي الهيدروفولات،  وهو مستقلب لعقار بروغوانيل المضاد للملاريا. يُعتقد أن تكوينه في الجسم الحي هو المسؤول الأول عن نشاط البروغوانيل المضاد للملاريا.  
على الرغم من أن السيكلوجوانيل لا يستخدم حاليًا بشكل عام كمضاد للملاريا، فقد أدى التطور المستمر للمقاومة للأدوية المضادة للملاريا الحالية إلى تجديد الاهتمام بدراسة استخدام سيكلوجوانيل مع أدوية أخرى. 